# Timiskaming-Nord
Pour les articles homonymes, voir Timiskaming (homonymie).
Timiskaming-Nord fut une circonscription électorale fédérale de l'Ontario, représentée de 1925 à 1935.
Lors de la division de la circonscription de Timiskaming ont été créées les circonscriptions de Timiskaming-Nord et de Timiskaming-Sud. À la nouvelle circonscription de Timiskaming-Nord fut ajoutée des parties d'Algoma-Ouest. Abolie en 1933, elle fut redistribuée parmi Timiskaming et Cochrane.

## Géographie
En 1924, la circonscription de Timiskaming-Nord comprenait:
- La portion nord du district de Timiskaming
- Une plus grande partie du district d'Algoma

## Députés
1. 1925-1926 — John Raymond O'Neill, CON
2. 1926-1935 — Joseph-Arthur Bradette, PLC

- CON = Parti conservateur du Canada (ancien)
- PLC = Parti libéral du Canada